# Austar
Austar est une entreprise australienne des médias et des télécommunications. La société fournit principalement des services de télévision numérique payante. C'est également un opérateur de télécommunications qui fournit des services d'accès à l'Internet et des services mobiles. 

## Position de la société sur son marché
Avec une couverture d'environ 2,5 millions de foyers et plus de 500 000 abonnés, AUSTAR est le deuxième plus important opérateur de télévision à péage en Australie, et le premier opérateur sur les zones régionales, sub-urbaines et rurales. Il s'agit de zones qui sont très souvent à coût élevé pour la fourniture de services haut débit.

## Actionnariat
Austar est la filiale de la société Austar United Communications Limited (ASX : AUN), elle-même contrôlée à 54 % par le groupe de media Liberty Global. Les 46 % restants sont détenus par des actionnaires publics

## Téléphonie mobile (Austar Mobile)
Créé en 2000, Austar Mobile offre des services mobiles en Australie via un accord de revente avec le premier opérateur alternatif Optus et avec l'opérateur historique Telstra lui permettant d'accéder à leurs réseaux GSM et CDMA respectivement.
À la fin de 2005, Austar mobile a environ 30 500 clients

## Accès à l'internet (Austarnet)
Créé en 2000, Austarnet externalise actuellement la gestion de son services d'accès internet commuté auprès de COMindico. À la fin de 2005, il y avait environ 38,326 clients.

## Télévision sur abonnement (Austar Television / Austar Digital)
La spécialité d'Austar est de fournir un service de télévision sur abonnement, aux clients en zone rurale situés hors des principales agglomérations. Le contenu de programmation provient des services de Foxtel et d'Optus; Il est délivré sur des systèmes analogiques ou numériques. 
Austar Television possède environ 2,4 million de clients dans les zones sub-urbaines et rurales sur le continent (Australie Occidentale), Gold Coast, Tasmanie, les villes de Darwin et de Hobart. La distribution s'effectue par satellite de classe C et par un réseau câblé à Darwin.

### Austar Digital
Ce service a été lancé à partir de mars 2004. Les clients représentent environ 75 % de tous les clients à la télévision payante d'Austar. En octobre 2004, le réseau a été modernisé afin de permettre de distribuer des contenus numériques.

## WiMAX - Accord entre Austar et Unwired Australia
Le large bande a jusqu'ici faiblement pénétré le marché australien (17 % des foyers) pour plusieurs raisons:
- Spécificité du pays (grandes étendues, densité et répartition géographique des populations)
- Tarifs élevés
- Lenteur de l'introduction du DSL par l'opérateur historique Telstra
- De nombreuses villes (sans parler des zones rurales) n'ont pas accès au haut débit du fait de limitations techniques liées à la conception du réseau de distribution en cuivre de Telstra

L'environnement réglementaire a incité de nombreux acteurs nouveaux (plus de 300 FAI) à tenter leur chance sur le marché du haut débit. Le haut débit représente environ 1,3 million d'abonnés. La plupart des fournisseurs alternatifs revendent des accès haut débit achetés à Telstra au tarif de gros, à tarifs encore relativement élevés. Il y a donc une demande d'offre alternative sur le marché intermédiaire, que certains acteurs cherchent à satisfaire à l'aide de technologies sans fil WiMAX. 
En 2005, Austar United et le fournisseur d'accès internet sans fil Unwired Australia ont annoncé une entente visant à échanger des ressources dans le spectre hertzien pour permettre l'interopérabilité de services large bande sans fil à travers tout le territoire. En 2006, Austar United, Unwired Australia ainsi qu'un autre opérateur Soul ont formé une entente "AUSalliance" dans le but d'obtenir des subventions de la part du gouvernement australien pour financer le déploiement d'un réseau haut débit
Austar possède un nombre important de licences dans le spectre 2.5 & 3,5 GHz qu'il avait acheté précédemment pour son service de boucle locale radio MMDS et pour une tentative avortée de service internet sans fil via une coentreprise avec Chello.
Austar Broadband évalue depuis plusieurs mois la faisabilité d'offrir des services haut débit sans fil, basé sur la technologie WiMAX:
- Juin 2006: Evaluation commerciale menée à Wagga Wagga, Nouvelle-Galles du Sud[4]
- Novembre 2006: Evaluation commerciale menée à Tamworth, Nouvelle-Galles du Sud[5]
- May 2007: Austar indique avoir effectué une expérimentation étendue d'une solution WiMAX mobile fournie par le géant canadien Nortel. L'expérimentation a montré la possibilité d'établir des appels voix sur IP sur WiMAX avec garantie de qualité de service de bout en bout[6].
- Juin 2007: La société annonce avoir retenu la solution WiMAX mobile 802.16e du canadien Nortel qui permet de fournir des accès fixes large bande sans fil et également d'offrir des services de mobilité avec des coûts moindres par rapport à une technologie mobile de troisième generation[7]
- Fin 2007: Prévision de lancement dans 24 marchés supplémentaires